# Michael Holtschulte

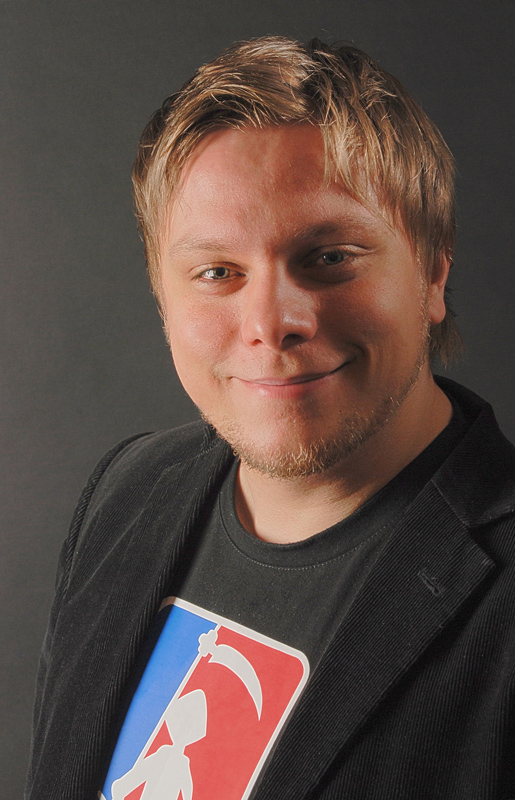
Michael Holtschulte (2012)

Michael Holtschulte (* 19. April 1979 in Herne) ist ein deutscher Cartoonist, Karikaturist und Illustrator. Bekannt ist Holtschulte vor allem durch die Cartoons der Reihe Tot, aber lustig, die sich oft durch zynischen, schwarzen Humor auszeichnen.

## Leben

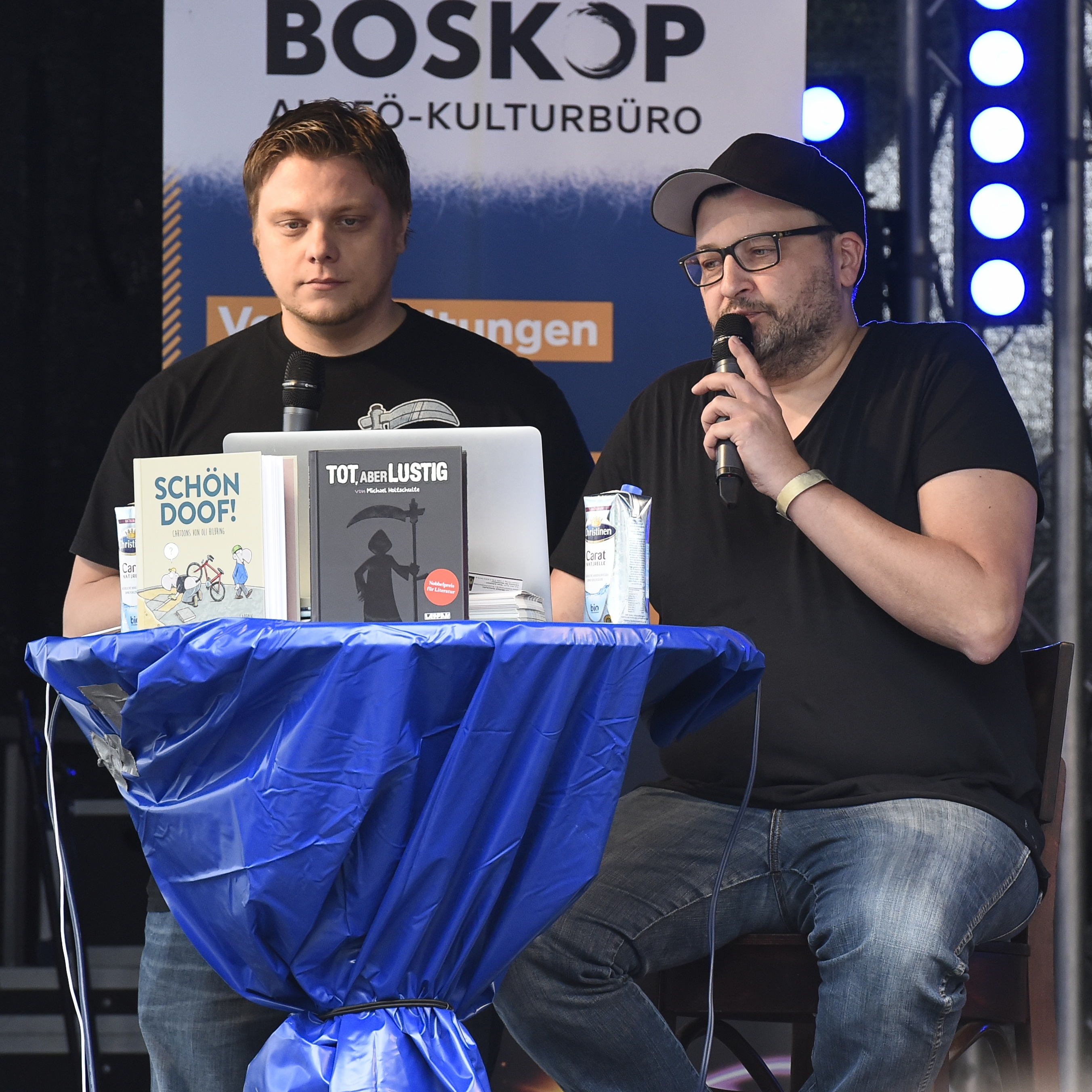
Michael Holtschulte (li.) mit Oli Hilbring bei Bochum Total 2016

Nach dem Abitur am Städtischen Gymnasium Herten und dem anschließenden Zivildienst studierte Holtschulte Neuere Deutsche Literaturwissenschaft, Sozialpsychologie und Politikwissenschaft an der Ruhr-Universität in Bochum, an der er 2006 sein Examen erhielt.
Im Alter von 15 Jahren erschienen bereits erste kommerzielle Veröffentlichungen Holtschultes bei der Westdeutschen Allgemeinen Zeitung (WAZ). Auch in den folgenden Jahren erschienen regelmäßig Zeichnungen in den verschiedenen Lokalredaktionen und der Wochenend-Beilage der Publikation. Während des Studiums arbeitete Holtschulte darüber hinaus für verschiedene Werbeagenturen.
2007 machte sich Holtschulte als Cartoonist, Karikaturist und Illustrator selbstständig. Cartoons aus seiner Feder erschienen in der Bild am Sonntag (BamS), Westdeutschen Allgemeinen Zeitung (WAZ), Financial Times Deutschland (FTD), Mac Life und anderen Publikationen.
Heute lebt Holtschulte in Essen und zeichnet regelmäßig für die überregionalen Tageszeitungen SZ und taz, das Filmmagazin Deadline, das Videospielmagazin Return, die Satirezeitschrift Titanic, das Humor- und Satiremagazin Eulenspiegel, die Zeitschrift Stern oder das Comicmagazin Yps.
Seit 2015 setzt Holtschulte seine Cartoons auch als Bühnenprogramm um, im Duo mit Oliver Hilbring unter dem Titel "Zwei Stricher packen aus" oder solo mit dem Programm "Das Letzte kommt zum Schluss", seit 2023 "Das Ende ist nah!".
Ebenfalls unter dem Titel "Zwei Stricher packen aus" veröffentlicht Holtschulte zusammen mit Oliver Hilbring seit Mai 2022 einen Podcast, in dem es schwerpunktmäßig um deren Alltag als Cartoonzeichner geht. Unregelmäßig sind Gäste als Gesprächspartner dabei, die ebenfalls aus dem Cartoonbereich kommen oder auch Musiker und Comedians wie Frank Heim von Saltatio Mortis oder Sven Bensmann.

## Das Projekt „Tot, aber lustig“

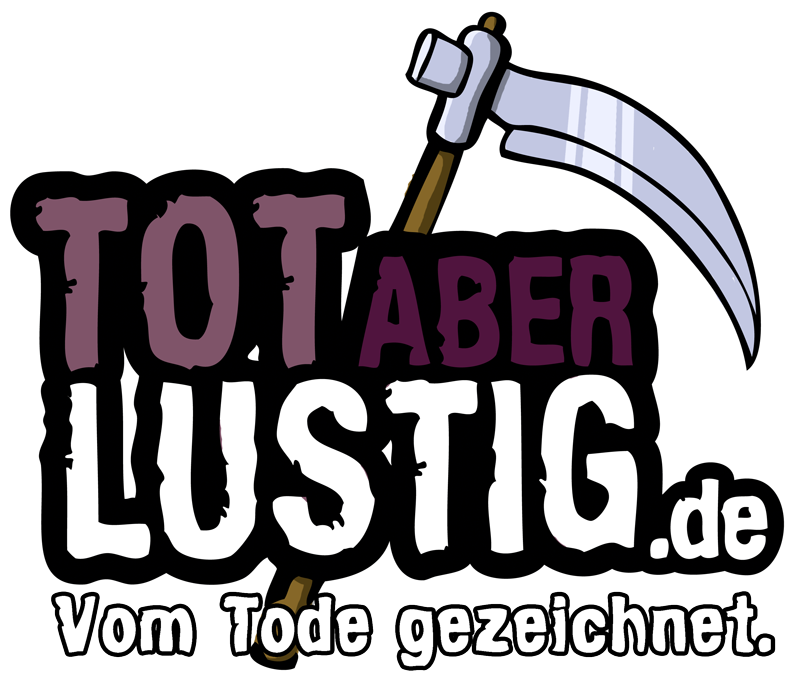
Logo der Reihe „Tot, aber lustig“ von Michael Holtschulte

Im Jahr 2004 wurde beim Toonster Verlag Michael Holtschultes erstes Cartoonbuch veröffentlicht. Aufgrund von Holtschultes Faible für schwarzhumorige Cartoons, in dem des Öfteren der Sensenmann als Protagonist auftritt, kristallisierte sich bald Tot, aber lustig als titelgebendes Motto heraus.
Anfang 2005 wurde mit totaberlustig.de die Cartoon-Webseite des Künstlers veröffentlicht, auf der er mindestens einmal die Woche einen neuen Cartoon veröffentlicht. 2010 wurde das Online-Angebot um eine Tot-aber-lustig-Facebook-Seite erweitert, die über 358.000 Fans (09/2023) zählt. Anfang 2015 brachte der Lappan Verlag zum zehnjährigen Jubiläum der Webseite das Buch Tot, aber lustig heraus. Die zweite Auflage folgte bereits drei Wochen nach Veröffentlichung, der Nachfolgeband erschien 2019, Teil 3 mit dem Zusatz „Feierabend!“ 2023.

## Ausstellungen (Auswahl)

### Einzelausstellungen
- Holtschulte in der Freiluftgalerie. 2014. Lana, Südtirol
- Bitte abtreten! 2014. Göltzschtalgalerie Nicolaikirche, Auerbach/Vogtl.
- Tot, aber lustig. 2015. Caricatura Bar, Kassel
- Amoklauf in der Waldorfschule. 2017. Caricatura Galerie, Kassel
- 15 Jahre "Tot, aber lustig". 2019. havengalerie, Bremen
- Amoklauf in der Waldorfschule. 2019. Wandelhalle, Bad Wildungen
- Amoklauf in der Waldorfschule. 2019. Museum Obere Saline, Bad Kissingen
- Amoklauf in der Waldorfschule. 2019. Hochzeitshaus, Eschwege
- Feierabend! 2023. AVG, Köln
- Feierabend! Cartoons von Michael Holtschulte. 2024. kunstwerden, Essen[5]

### Beteiligungen
- Caricatura VI, die komische Kunst – Analog, Digital, International. 2012. Caricatura – Galerie für Komische Kunst im KulturBahnhof Kassel
- Mathe macht lustig! 2012. Mathematikum, Gießen
- Über den Durst. 2013. Caricatura – Galerie für Komische Kunst im KulturBahnhof Kassel
- Energie im Spiegel der Karikatur. 2014. EnBW Energie, Baden-Württemberg
- Cartoonair am Meer. 2012–2023. Kulturkaten, Prerow
- Beste Bilder: Die Cartoons des Jahres. 2010 bis 2019. Caricatura – Galerie für Komische Kunst im KulturBahnhof Kassel
- Lichtenberg Reloaded. 2015. Wilhelm Busch – Deutsches Museum für Karikatur und Zeichenkunst, Hannover
- Einer geht noch. 2016. Museum für Sepulkralkultur, Kassel
- Möge der Witz mit dir sein. 2016. Göltzschtalgalerie Nicolaikirche, Auerbach/Vogtl.
- Beste Beste Bilder – Die Cartoons des Jahrzehnts. 2020. Caricatura Museum, Frankfurt

## Veröffentlichungen

### Bibliografie (Auswahl)
- Tot, aber lustig. Toonster, 2004, ISBN 3-9809843-6-2.
- iVolution: Cartoons für Apple-Fans. Lappan, 2010, ISBN 978-3-8303-3260-2.
- als Hrsg.: A40-Cartoons: Cartoonhauptstadt 2010. BoD, 2010, ISBN 978-3-8423-2708-5.
- mit Günter Schiller (Autor): Wirtschaft macchiato : Cartoonkurs Wirtschaft für Schüler und Studenten. Pearson Studium, 2011, ISBN 978-3-86894-018-3.
- Heute darfst du dir was wünschen. Lappan, 2012, ISBN 978-3-8303-3300-5.
- mit Rudi Hurzlmeier (Hrsg.): Jesus! Lappan, 2012, ISBN 978-3-8303-3310-4.
- iVolution 2.0: Mehr Cartoons für Apple-Fans. Lappan, 2013, ISBN 978-3-8303-6232-6.
- mit Peter Schäfer (Autor): Kosten- und Leistungsrechnung : Cartoonkurs für (Berufs-)Schüler und Studenten. Pearson Studium, 2014, ISBN 978-3-86894-178-4.
- mit Peter Schäfer (Autor): Buchführung macchiato : Cartoonkurs für (Berufs-)Schüler und Studenten. Pearson Studium, 2014, ISBN 978-3-86894-179-1.
- als Hrsg.: Männer – Frauen: Ein Gelächterkampf in Bildern. Lappan, 2014, ISBN 978-3-8303-3374-6.
- Tot, aber lustig. Lappan, 2015, ISBN 978-3-8303-3382-1.
- Alles Veggie oder was? Lappan, 2015, ISBN 978-3-8303-6258-6.
- als Hrsg.: Möge der Witz mit dir sein. Lappan, 2015, ISBN 978-3-8303-3396-8.
- als Hrsg.: Zum Schreien! Lappan, 2016, ISBN 978-3-8303-3415-6.
- Sammeln Sie Punkte? Lappan, 2016, ISBN 978-3-8303-6266-1.
- als Hrsg.: Nicht im Stehen!: Haufenweise Cartoons fürs Klo. Lappan, 2017, ISBN 978-3-8303-6299-9.
- Amoklauf in der Waldorfschule. Lappan, 2017, ISBN 978-3-8303-3458-3.
- Malbuch des Todes. Lappan, 2017, ISBN 978-3-8303-3472-9.
- Den Weihnachtsmann gibt´s ja gar nicht! Lappan, 2018, ISBN 978-3-8303-3509-2.
- als Hrsg.: Möge der Witz mit dir sein Episode 2. Lappan, 2019, ISBN 978-3-8303-3476-7.
- Tot, aber lustig – Das Letzte kommt zum Schluss. Lappan, 2019, ISBN 978-3-8303-3540-5.
- als Hrsg.: J.B.O. Wer lässt die Sau raus? Lappan, 2019, ISBN 978-3-8303-3544-3.
- als Hrsg.: Cartoons für Musiker.: Bin ich zu laut genug? Lappan, 2019, ISBN 978-3-8303-6344-6.
- als Hrsg.: Da ist Musik drin. Lappan, 2019, ISBN 978-3-8303-6355-2.
- mit Lars und Landschulz: Weihnachten – nichts für schwache Nerven. Lappan, 2021, ISBN 978-3-8303-6385-9.
- Tot, aber lustig: Feierabend! Lappan, 2023, ISBN 978-3-8303-3661-7.
- mit Metz und Landschulz: Kinder – nichts für schwache Nerven. Lappan, 2023, ISBN 978-3-8303-6422-1.
- Spoileralarm - Die besten Film- und Seriencartoons. Schaltzeit Verlag, 2024, ISBN 978-3-946972-83-9.
- mit Hebler und Hühne: Willkommen an Bord - Das AIDA Cartoonbuch. Schaltzeit Verlag, 2024, ISBN 978-3-946972-79-2.

### Beteiligung an Anthologien
- Geschmacklose Geschenke. Toonster, 2004, ISBN 3-9809843-5-4.
- Zahnsch(m)erz. ad medien, 2006, ISBN 3-9810737-1-1.
- Ganz großes Kino: Ein satirisches Kinocartoonbuch. BoD, 2006, ISBN 3-8334-5019-3.
- Ganz großes Kino. Crazy Comic Company Ltd., 2007, ISBN 978-3-940244-02-4.
- Das liebe Buch. BoD, 2008, ISBN 978-3-8370-2528-6.
- Fiese Bilder 2. Lappan, 2010, ISBN 978-3-8303-3250-3.
- Beste Bilder. Lappan, 2010, ISBN 978-3-8303-3257-2.
- SensenMan: Die lustigsten letzten Stündlein. Lappan, 2011, ISBN 978-3-8303-3273-2.
- Fiese Bilder 3. Lappan, 2011, ISBN 978-3-8303-3274-9.
- Beste Bilder 2. Lappan, 2011, ISBN 978-3-8303-3281-7.
- Fiese Bilder 4. Lappan, 2012, ISBN 978-3-8303-3296-1.
- Cartoons für Loriot. Lappan, 2012, ISBN 978-3-8303-3305-0.
- Die komische Kunst – analog, digital, international. Lappan, 2012, ISBN 978-3-8303-3319-7.
- Packende Bilder: Cartoons im Urlaub und auf Reisen. Lappan, 2012, ISBN 978-3-8303-3304-3.
- Beste Bilder 3. Lappan, 2012, ISBN 978-3-8303-3337-1.
- Fieses Fest: Schwarzer Humor zu Weihnachten. Lappan, 2012, ISBN 978-3-8303-3307-4.
- Cartoons über Kunst. Holzbaum Verlag, 2013, ISBN 978-3-9503508-6-9.
- Zu spät!: Schwarzer Humor in Bildern. Carlsen, 2013, ISBN 978-3-551-68198-0.
- Harte Bilder: Cartoons auf Arbeit. Lappan, 2013, ISBN 978-3-8303-3324-1.
- Mathe macht lustig. Lappan, 2013, ISBN 978-3-8303-3320-3.
- Beste Bilder 4. Lappan, 2013, ISBN 978-3-8303-3306-7.
- Fiese Bilder 5. Lappan, 2014, ISBN 978-3-8303-3352-4.
- Alles Spargel oder was? Lappan, 2014, ISBN 978-3-8303-6247-0.
- Fußball!: Cartoons. Lappan, 2014, ISBN 978-3-8303-4322-6.
- Energie im Spiegel der Karikatur Band II. EnBW Service, 2014, ISBN 978-3-934510-47-0.
- Cartoons über Fußball. Holzbaum Verlag, 2014, ISBN 978-3-902980-03-8.
- Lehrer!: Cartoons. Lappan, 2014, ISBN 978-3-8303-4323-3.
- Vom Winde verwirrt: Cartoons zwischen Ebbe und Flut. Lappan, 2014, ISBN 978-3-8303-3308-1.
- Verboten!: Schwarzer Humor in Bildern. Carlsen, 2014, ISBN 978-3-551-68200-0.
- Coole Bilder: Cartoons mit Zeitgeist. Lappan, 2014, ISBN 978-3-8303-3353-1.
- Kinder!: Cartoons. Lappan, 2014, ISBN 978-3-8303-4342-4.
- Cartoons über Katzen. Holzbaum Verlag, 2014, ISBN 978-3-902980-15-1.
- Cartoons über Weihnachten. Holzbaum Verlag, 2014, ISBN 978-3-902980-17-5.
- Beste Bilder 5. Lappan, 2014, ISBN 978-3-8303-3364-7.
- Alle Jahre fieser: Schwarzer Humor zu Weihnachten. Lappan, 2014, ISBN 978-3-8303-3365-4.
- Vegane Cartoons. Holzbaum Verlag, 2015, ISBN 978-3-902980-19-9.
- Frauen und Fußball! Cartoons. Lappan, 2015, ISBN 978-3-8303-4368-4.
- Heile Bilder. Lappan, 2015, ISBN 978-3-8303-3381-4.
- Ärzte! Cartoons. Lappan, 2015, ISBN 978-3-8303-4353-0.
- Hoffentlich sieht das keiner!: Schwarzer Humor in Bildern Carlsen, 2015, ISBN 978-3-551-68359-5.
- Beste Bilder 6. Lappan, 2015, ISBN 978-3-8303-3394-4.
- Heiraten! Cartoons. Lappan, 2016, ISBN 978-3-8303-4376-9.
- Fitte Bilder: Cartoons zum Wohlfühlen. Lappan, 2016, ISBN 978-3-8303-3413-2.
- Ganz großes Kino!: Cartoons zum Film. Lappan, 2016, ISBN 978-3-8303-3432-3.
- Auf Leben und Tod!: Cartoons und Karikaturen. Lappan, 2016, ISBN 978-3-8303-3453-8.
- Beste Bilder 7. Lappan, 2016, ISBN 978-3-8303-3431-6.
- Unheilige Bilder. Lappan, 2017, ISBN 978-3-8303-3463-7.
- Fiese Bilder 6. Lappan, 2017, ISBN 978-3-8303-3457-6.
- Cartoons gegen Rechts! Lappan, 2018, ISBN 978-3-8303-3507-8.
- Stranger Inks. Lappan, 2020, ISBN 978-3-8303-3572-6.
- Vom Buffet der guten Laune nehm ich die sauren Gurken. Lappan, 2022, ISBN 978-3-8303-3643-3.
- Fiese Bilder: Alles-paletti-Cartoons. Lappan, 2023, ISBN 978-3-8303-3658-7.
- Indiana Jokes. Lappan, 2023, ISBN 978-3-8303-3660-0.
- Scheiß aufs Klima! Lappan, 2023, ISBN 978-3-8303-3666-2.

### Kalender (Auswahl)
- Holtschulte Cartoon-Kalender 2015. Lappan, 2014, ISBN 978-3-8303-7503-6.
- Holtschulte Terminplaner 2015. Lappan, 2014, ISBN 978-3-8303-7504-3.
- Letzte Runde 2015. Calvendo, 2014, ISBN 978-3-664-09060-0.
- Holtschulte Aufstellwochenkalender 2016. Heye, 2015, ISBN 978-3-8401-4031-0.
- Holtschulte Planer für zwei 2016. Heye, 2015, ISBN 978-3-8401-4029-7.
- Holtschulte Aufstellwochenkalender 2017. Heye, 2016, ISBN 978-3-8401-4462-2.
- Holtschulte Planer für zwei 2017. Heye, 2016, ISBN 978-3-8401-4460-8.
- Holtschulte Aufstellwochenkalender 2018. Heye, 2017, ISBN 978-3-8401-5160-6.
- Holtschulte Planer für zwei 2018. Heye, 2017, ISBN 978-3-8401-5555-0.
- als Hrsg.: Möge der Witz mit Dir sein 2018: Wandkalender. Lappan, 2017, ISBN 978-3-8303-7661-3.
- Tot, aber lustig Postkartenkalender 2020. Lappan, 2019, ISBN 978-3-8303-7790-0.
- Tot, aber lustig Postkartenkalender 2021. Lappan, 2020, ISBN 978-3-8303-7847-1.
- Tot, aber lustig: Das Ende ist nah 2023. Heye, 2022, ISBN 978-3-8401-9458-0.
- Tot, aber lustig: Das Ende ist nah 2024. Heye, 2023, ISBN 978-3-7564-0336-3.

### Spiele
- Henning Poehl (Autor), Michael Holtschulte (Illustrator): Dia de los muertos. Sphinx Spieleverlag, 2009.
- Henning Poehl (Autor), Michael Holtschulte (Illustrator): Rolling Bones. Sphinx Spieleverlag, 2011.
- Henning Poehl (Autor), Michael Holtschulte (Illustrator): Shark attacks! Sphinx Spieleverlag, 2012.
- Henning Poehl (Autor), Michael Holtschulte (Illustrator): Auge um Auge. Sphinx Spieleverlag, 2014.

## Preise und Auszeichnungen
- 2012: Publikumspreis Mit spitzer Feder. Deutscher Preis für die politische Karikatur.[6]
- 2013: Publikumspreis des Deutschen Karikaturenpreises[7]
- 2014: Dritter Publikumspreis der Cartoonair
- 2015: Zweiter Publikumspreis der Cartoonair
- 2021: Bürgerpreis der Stadt Herten
- 2024: Erster Preis der Rückblende 2023, dem deutschen Karikaturenpreis der Zeitungen[8]
- 2024: Publikumspreis der Rückblende 2023, dem deutschen Karikaturenpreis der Zeitungen[9]
- 2025: Publikumspreis der Rückblende 2024, dem deutschen Karikaturenpreis der Zeitungen[10]